# 盐尘暴
盐尘暴（英語：Salt storm，又称：白风暴、化学尘暴）是一种极端气象灾害。在干旱或半干旱气候地区，地表富含可溶盐的细粒沉积物经风蚀后被带入到大气中，形成了这种特殊的尘暴。盐尘暴通常出现在盐矿储量丰富的地区，例如犹他州的大盐湖和鹹海周围地带；玻利維亞的烏尤尼鹽沼地区也经常出现盐尘暴现象。

## 影响
咸海附近的盐尘暴对周围地区的居民构成了严重的健康威胁。附近农场的徑流导致咸海被农药和肥料等有毒物质污染。随着海水的蒸发，水中的有毒污染物与其他矿物质一起结晶，形成盐盘。当盐盘中的有毒物质与矿物质被风暴吹入空气中并被人体吸入时，可能会导致罹患頭頸癌和肺癌、婴儿死亡率上升、寿命缩短以及出生缺陷等问题。
盐尘暴还会影响空气质量，并对周围建筑物造成化学风化。